# Jan Kazimierz Kamieniecki

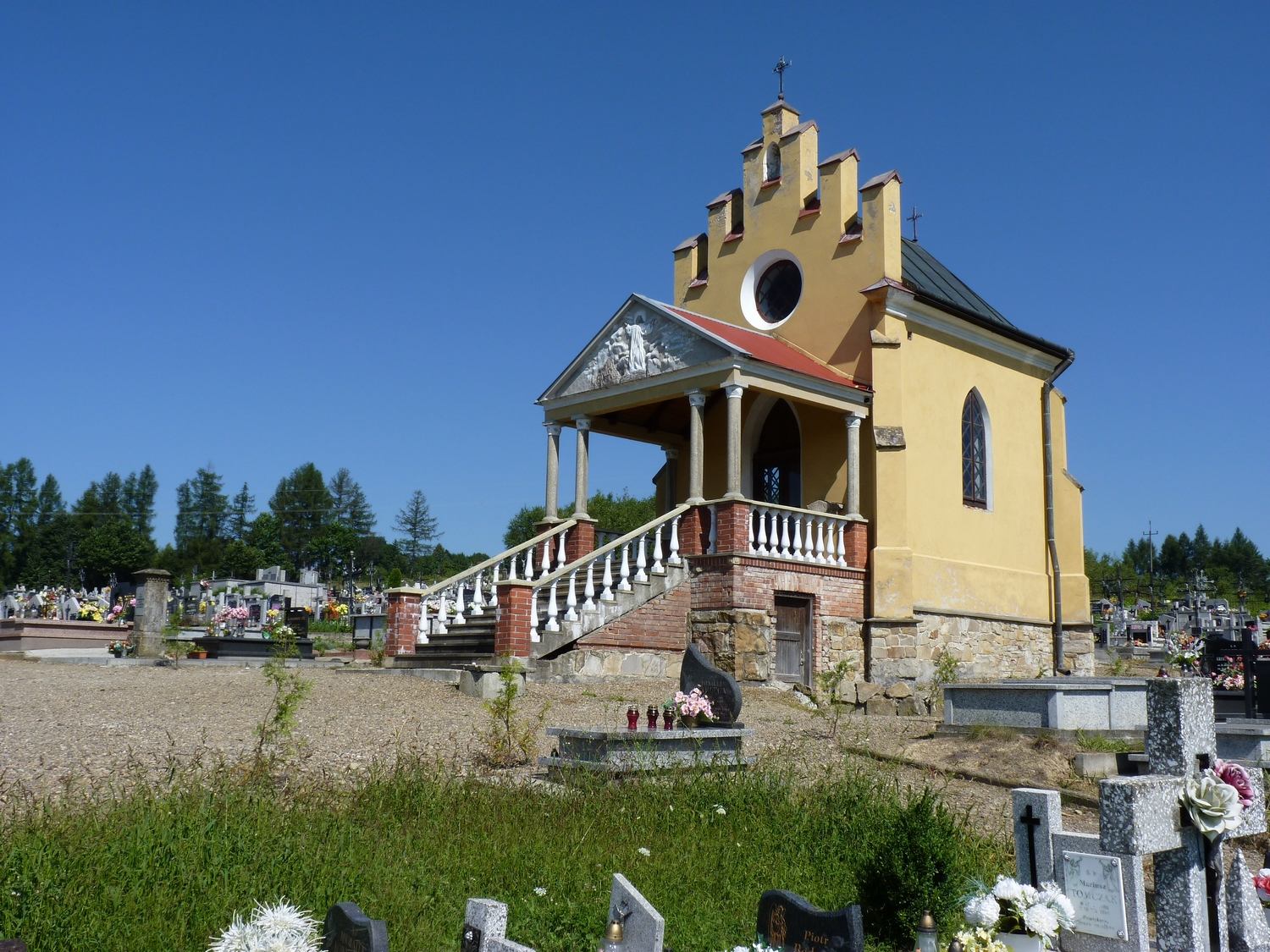
Kaplica grobowa na cmentarzu parafialnym w Izdebkach, gdzie spoczywa ciało Jana Kazimierza Kamienieckiego

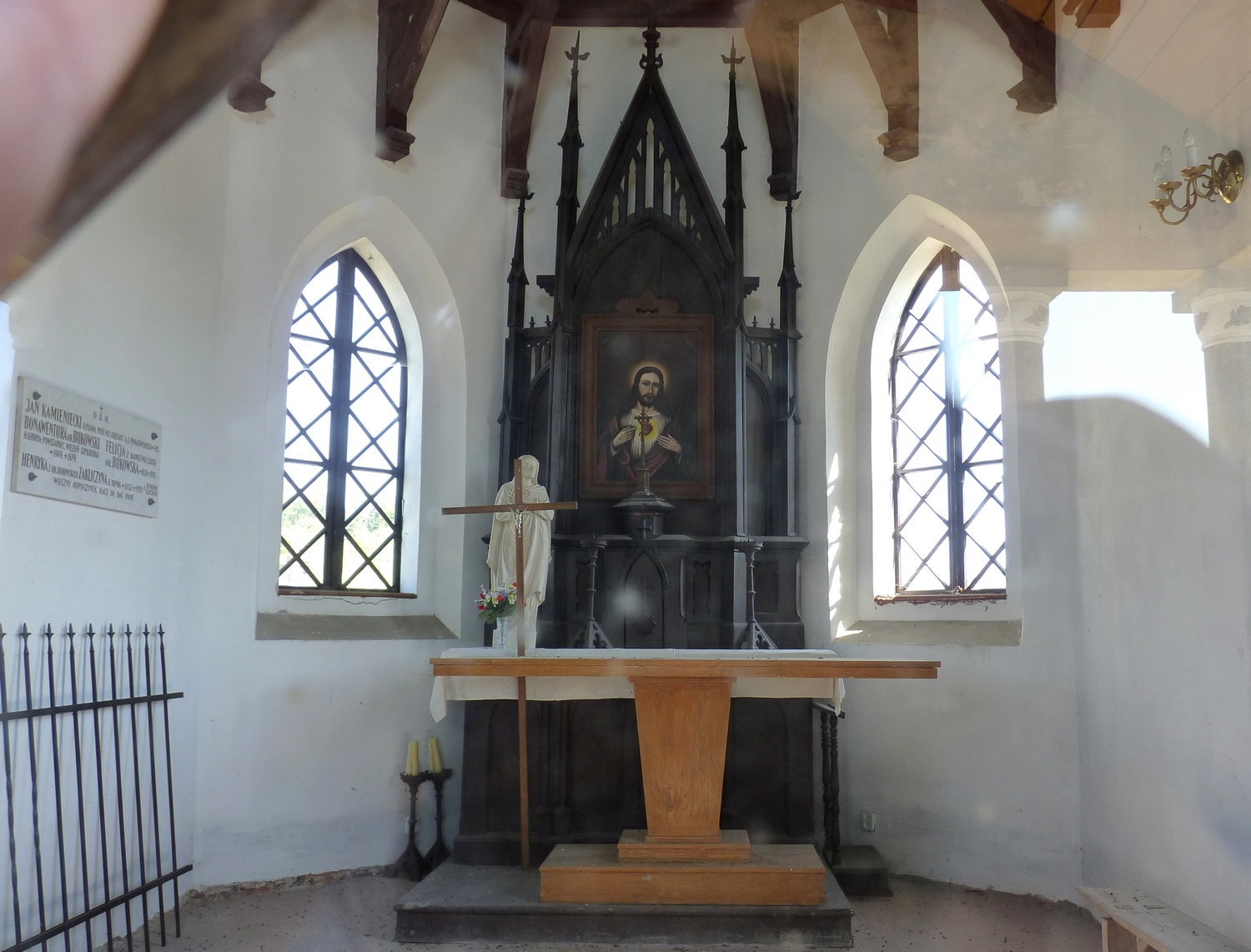
Wnętrze kaplicy grobowej na cmentarzu w Izdebkach

Jan Kazimierz Kamieniecki herbu Pilawa (ur. w 1785, zm. po 1833) – pułkownik napoleoński, adiutant księcia Józefa Poniatowskiego bratanek gen. dyw. Ludwika Kamienieckiego (1758-1816), należał do "złotej młodzieży" pałacu "Pod Blachą". Po zwycięskiej bitwie pod Raszynem przedostał się w pojedynkę przez linię frontu i dotarł do kwatery głównej Napoleona. Ostatnie lata życia spędził w Izdebkach. Jego ciało spoczywa obok kolatorów w podziemiach kaplicy grobowej na cmentarzu parafialnym przy kościele Zwiastowania NMP i św. św. Piotra i Pawła w Izdebkach, wybudowanej w 1889 r. przez Hr. Bukowskich.